# 요시오카 히데타카
요시오카 히데타카(일본어: 吉岡 秀隆, 1970년 8월 12일 ~ )는 일본의 배우이다. 사이타마현 와라비시 출신이며, 5살 때 극단 와카쿠사에 들어가며 활동을 시작했다.
1981년부터 2002년까지 방송된 《북쪽의 나라에서》에서 구로이타 준 역으로 고정 출연했으며, 2003년 《닥터 고토 진료소》에서 주연을 맡았다.

## 출연

### 드라마
- 1981년 금요극장 《북쪽의 나라에서》 구로이타 준 역
  - 1983년 ~ 2002년 드라마 스페셜 《북쪽의 나라에서》
- 2003년 《닥터 고토 진료소 (시즌 1)》 고토 겐스케 역
  - 2004년 《닥터 고토 진료소 특별편》
  - 2006년 《닥터 고토 진료소 2006》
- 2006년 《사망추정시각》
- 2008년 《2쿨》
- 2009년 《경관의 피》
- 2009년 《최후의 빨간딱지 배달인 ~ 비극의 소집영장 64년째의 진실》
- 2010년 《대불개안》
- 2011년 《메이지 13년 최후의 복수》
- 2011년 《CO 장기이식 코디네이터》
- 2012년 《고양이변호사 ~ 시체의 몸값 ~》
- 2013년 《고양이변호사와 투명인간》
- 2013년 《메이드 인 저팬》
- 2014년 《특수》
- 2014년 《젊은이들 2014》
- 2015년 《유성 웨건》
- 2016년 《후지 패밀리》
- 2016년 《하야코 선생님, 결혼하신다는게 사실인가요?》
- 2017년 《후지 패밀리 2017》
- 2017년 《야마구치 지역발전드라마 : 낭독가게》
- 2018년 《콜드 케이스 2 ~ 진실의 문 ~ 제4화》
- 2018년 《악마가 와서 피리를 분다》
- 2019년 《팔묘촌》
- 2019년 《작은 신들의 축제》
- 2020년 《연속TV소설 엘》
- 2020년 《천국으로부터의 러브송》
- 2021년 《에어 걸》
- 2022년 《가고시마 지역발전드라마 : 이 꽃이 피어나》
- 2022년 《신문기자》
- 2023년 《이누가미가의 일족》
- 2023년 《친절한 고양이》
- 2024년 《코타츠가 없는 집》

### 영화
- 1977년 《팔묘촌》
- 1980년 《아득한 산너머에서 부르는 소리》
- 1981년 《남자는 괴로워 27편》
- 1981년 《남자는 괴로워 28편》
- 1982년 《남자는 괴로워 29편》
- 1982년 《남자는 괴로워 30편》
- 1983년 《남자는 괴로워 31편》
- 1983년 《남자는 괴로워 32편》
- 1984년 《남자는 괴로워 33편》
- 1984년 《남자는 괴로워 34편》
- 1985년 《남자는 괴로워 35편》
- 1985년 《남자는 괴로워 36편》
- 1986년 《키네마 천지》
- 1986년 《남자는 괴로워 37편》
- 1987년 《남자는 괴로워 38편》
- 1987년 《남자는 괴로워 39편》
- 1988년 《준마 ORACION》
- 1988년 《남자는 괴로워 40편》
- 1989년 《남자는 괴로워 41편》
- 1989년 《남자는 괴로워 42편》
- 1990년 《남자는 괴로워 43편》
- 1991년 《리틀 신드바드 작은 모험자들》
- 1991년 《8월의 광시곡》
- 1991년 《남자는 괴로워 44편》
- 1992년 《남자는 괴로워 45편》
- 1993년 《남자는 괴로워 46편》
- 1993년 《마다다요》
- 1994년 《라스트 송》
- 1994년 《푸른 하늘에 가장 가까운 장소》
- 1994년 《남자는 괴로워 47편》
- 1995년 《남자는 괴로워 48편》
- 1996년 《학교 2》
- 1996년 《무지개를 잡은 남자》
- 1997년 《남자는 괴로워 49편》
- 1997년 《무지개를 잡은 남자 남국분두편》
- 1998년 《학교 3》
- 1999년 《철도원》
- 2000년 《비 그치다》
- 2000년 《쥬브나일　Juvenile》
- 2001년 《낚시바보일지12》
- 2002년 《바다는 보고있었다》
- 2002년 《아미타 불당 소식》
- 2003년 《장애자이즘 이대로는 끝낼 수 없어 - 자립으로의 2000일》 - 나레이션
- 2004년 《하나와 앨리스》 - 우는연기 지도하는 사람 목소리 출연
- 2004년 《한오치》
- 2004년 《사라진 이틀》
- 2004년 《숨겨진 검 오니노 츠메》
- 2005년 《치카의 여러 얼굴》
- 2005년 《올웨이즈 3번가의 석양》
- 2005년 《4일간의 기적》
- 2006년 《다메진》
- 2006년 《박사가 사랑한 수식》
- 2007년 《올웨이즈 3번가의 석양 속편》
- 2010년 《골든 슬럼버》
- 2012년 《올웨이즈 3번가의 석양'64》
- 2012년 《하야부사 아득한 귀환》
- 2014년 《작은 집》
- 2015년 《그래스호퍼》
- 2016년 《64 파트 1 , 2》
- 2016년 《해적이라 불린 사나이》
- 2016년 《둘만의 도원향》 - 나레이션
- 2017년 《추억》
- 2019년 《어린이 식당》
- 2019년 《남자는 괴로워 50편》
- 2020년 《Fukushima50》
- 2020년 《우주에서 가장 밝은 지붕》
- 2021년 《미래로의 모양》
- 2021년 《보호받지 못한 사람들에게》
- 2022년 《고개 최후의 사무라이》
- 2022년 《강변의 무코리타》
- 2022년 《Dr. 코토 진료소 2022》
- 2023년 《Winny》
- 2023년 《고지라-1.0》